# Jorge Costa Pinto
Jorge dos Santos Costa Pinto ComM, mais conhecido por Jorge Costa Pinto (Prazeres, Lisboa, 26 de novembro de 1932), é um baterista, maestro, arranjador e editor português. O seu pai era músico profissional, tendo sido o primeiro pianista a tocar em Portugal standards de jazz com uma grande orquestra. No entanto, Jorge preferiu a Bateria. 

## Biografia

### Músico
Jorge Costa Pinto apresenta-se pela primeira vez em palco aos 5 anos de idade, no Cine-Teatro de Anadia (Portugal), acompanhando na bateria o pai (pianista).  Quando tinha 12 ou 13 anos foi baterista da Orquestra Baía. Depois entrou para a famosa Orquestra Bolero. Participa na primeira "jam session" internacional, organizada por Luiz Villas-Boas, no "Café Chave d'Ouro", em Lisboa,  sendo também um dos pioneiros na fundação do Hot Clube de Portugal.  
Trabalhou no cabaret Arcádia e depois passou para o Negresco, onde tocava bateria, piano e acordeão. Foi aí que conheceu Amália Rodrigues em 1953. Aos dezassete anos torna-se músico profissional no Casino da Póvoa de Varzim, com a "Orquestra Vieira Pinto".  Entretanto cursa piano e composição na Academia de Amadores de Música, tendo como professores, entre outros, Fernando Lopes Graça (composição e arranjos), Maria Victória Quintas e Francine Benoit. Também estudou música contemporânea com Jorge Peixinho e Louis Saguer. 
Com 26 anos foi convidado a integrar a orquestra do Ray Martino, que fez furor no final dos anos 50.  Nos anos 60 efectuou trabalhos para Simone de Oliveira, Madalena Iglésias, António Calvário e para o tenor José António. 
Em 1965 frequentou o Colégio de Música de Berklee, em Boston, onde tirou o curso de orquestração, direcção de orquestra e harmonia modal com Herb Pomeroy, J. Progris. Depois estudou percussão com Alan Dawson. Tocar com Hazel Scott, Frederich Gulda, Marshall Brown, George Wein, enquanto baterista de jazz.  
Aos 29 anos Jorge Costa Pinto dedica-se à direcção de orquestra, deixando progressivamente a bateria. Nessa qualidade dirige orquestras, em vários países,   e na África do Sul apresenta e grava com a sua Orquestra Sinfónica música portuguesa e internacional, e por convite da South African Broadcast Corporation (SABC) e dirige concertos no City Hall e Auditório da SABC, em Joanesburgo.  
Apresentou os seus grupos jazz, na Emissora Nacional pela primeira vez em 1958, pela mão de Luiz Villas-Boas e na televisão na RTP, com várias formações (sexteto, octeto e big band) aparece em programas como “Jazz no Estúdio 'A”, de divulgação do jazz. A big band, apresentada neste programa foi a primeira organizada em Portugal (1963) para tocar exclusivamente jazz. 
Em Londres fez cursos de captação de som, corte de acetatos , galvanoplastia, e prensagem, dedicando-se também, a partir daí, à produção e edição musical e em 1973, em Nova Iorque, frequenta o curso de "Audio Engeneering" no "Institute of Audio Research".  Entre 1987 e 1989 leciona jazz na Escola de Música do Conservatório Nacional de Lisboa com a cadeira pós-graduação "Introduçao ao Jazz",  mantendo actividade lectiva até aos dias de hoje. 
Em 2003 organiza a sua "Big Band Jorge Costa Pinto", que apresenta no “XXII Festival Internacional de Jazz do Estoril”, no Hot Clube de Portugal, no Teatro Aberto
, e em 2004 no "Quinto Funchal Jazz 04", no "Festival de Big Bands da Nazaré" e no "Lagos Jazz 2004", Casino do Estoril , CCB, entre outras por todo o país, com apreciável exito, incluindo esporádicamente artistas convidados como Vicki Doney,  e colaborações com a cantora "residente" Maria Viana  e esporádicas com Fátima Serro e Kiko.  
Produz e realiza na Antena 2 o programa o "Coreto", de divulgação de música bandistica mundial. 
Parte da obra de Jorge Costa Pinto (jazz, música de câmara e música sinfónica) está publicada em partitura e gravada em disco, em Portugal, França, Espanha,Brasil, Japão, Estados Unidos, Inglaterra, Venezuela, Jugoslávia, Grécia. 

### Editor e arranjador
Fundou a editora Tecla em 1967. Os primeiros disco foram de João Maria Tudela e Florbela Queiroz. Depois editaram vários discos de Madalena Iglésias, numa altura em que trabalhava como arranjador para outras editoras. 
Fez os arranjos da canção "Por Morrer uma Andorinha" de Carlos do Carmo ainda na editora Philipps. Depois ele veio para a Tecla e gravaram canções como "Gaivota", "Canoas do Tejo" e "Pedra Filosofal".
No cinema fez a banda sonora dos filmes "Portugal Desconhecido", de Raúl Faria, Belarmino (1964) de Fernando Lopes, "Campista em Apuros" de Herlander Peyroteo e "Sarilho de Fraldas" de Constantino Esteves. 
A editora Tecla fechou após o 25 de Abril.
Foi convidado por João Soares Louro, para trabalhar na RTP como assessor do Departamento de Programas Musicais e Recreativos na direcção de Carlos Cruz e Maria Elisa. 
Criou a editora Jorsom onde edita trabalhos próprios, música clássica portuguesa, etc. Aos 70 anos continua a dirigir a sua orquestra de Jazz.

## Prémios e reconhecimento
Recebeu as seguintes distinções: 
- Medalha de Honra da Sociedade Portuguesa de Autores (SPA), em 2005
- Prémio Consagração de Carreira, Sociedade Portuguesa de Autores (SPA), em 2012 [10]
- Medalha de Mérito da Freguesia da Parede (Cascais), em 2007
- Medalha Municipal de Mérito Cultural, da Câmara Municipal de Cascais, em 2008.

É membro das organizações nacionais e internacionais: WASBE (World Association for Symphonic Bands and Ensembles ), APRS (Association of Professional Recording Services), IMMS (International Military Music Society), SPA (Sociedade Portuguesa de Autores), AES (Audio Engineering Society), CCS (Circulo Cultural Scalabitano). 
A 11 de abril de 2023, foi agraciado com o grau de Comendador da Ordem do Mérito.